# Grypachaeus
Grypachaeus is een geslacht van kreeftachtigen uit de klasse van de Malacostraca (hogere kreeftachtigen).

## Soorten
- Grypachaeus hyalinus Alcock & Anderson, 1894
- Grypachaeus tenuicollis Takeda, 1978